# Andaluská kuchyně

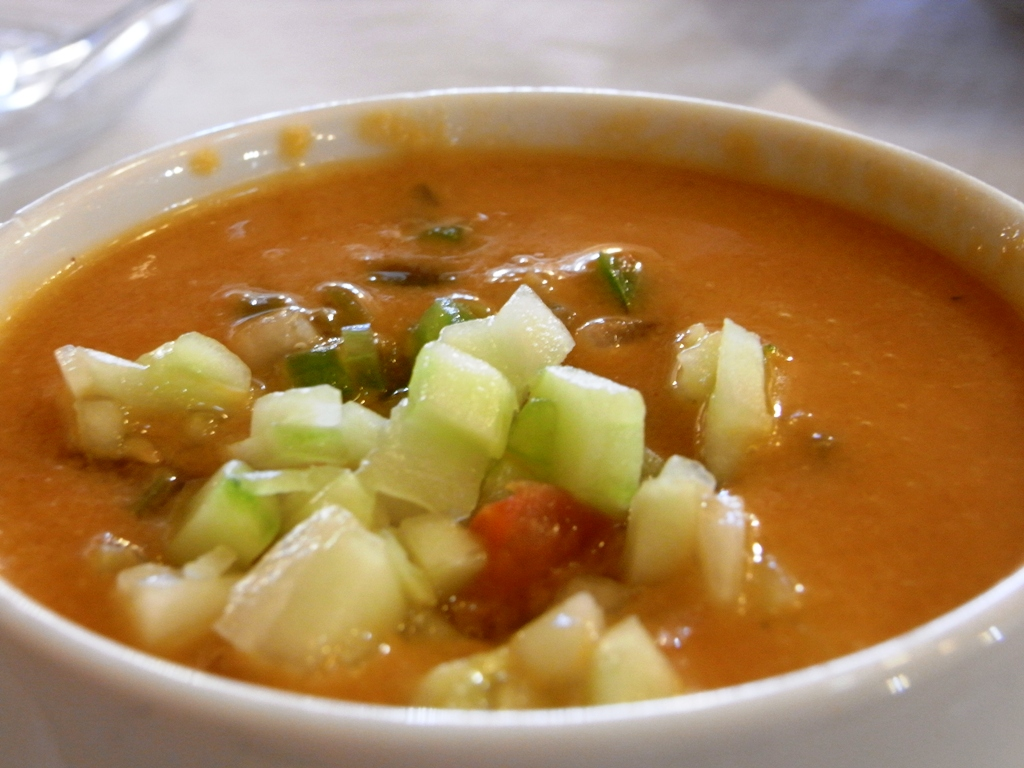
Gazpacho

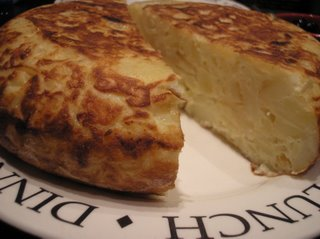
Španělská tortilla

Andaluská kuchyně (španělsky: Gastronomía de Andalucía) je kuchyně typická pro jižní Španělsko, pro oblast Andalusie. Mezi používané suroviny patří olivový olej, sušené ovoce, ryby a maso. Andaluská kuchyně byla ovlivněna i arabskou kuchyní, díky tomuto vlivu se hojně používá med a mandle. Rozšířeno je i vinařství, především sherry.

## Příklady andaluských pokrmů
- Gazpacho, studená polévka z rozmixované zeleniny
- Španělská tortilla
- Pescaíto frito, smažené ryby
- Jamón, sušená šunka
- Salmorejo, polévka z rajčat a chleba, typická pro Cordóbu
- Vánoční sladkosti, jako polvorón

## Příklady andaluských nápojů
- Sherry
- Víno
- Anýzový likér
- Rum